# Dick Rodenheiser
Richard Peter Rodenheiser, detto Dick (Malden, 17 ottobre 1932), è un ex hockeista su ghiaccio statunitense.

## Palmarès

### Olimpiadi invernali
- 2 medaglie:
  - 1 oro (Squaw Valley 1960)
  - 1 argento (Cortina d'Ampezzo 1956)